# سانت‌آندرئا دلا واله
سانت‌آندرئا دلا واله (ایتالیایی: Sant'Andrea della Valle) یک بازیلیکا کوچک در شهر رم ایتالیاست. قرار بود ساخت این کلیسا در ۱۵۸۲ آغاز شود، اما مراحل اولیه ساخت از سال ۱۵۹۰ و با طرحی از جاکومو دلا پورتا و پی‌یر پائولو اُلیویری شروع شد. طراحی داخلی کلیسا در سال ۱۶۵۰ به پایان رسید و تغییراتی توسط فرانچسکو گریمالدی بدان افزوده شد. طراحی و ساخت تزئینات داخلی گنبد کلیسا توسط جووانی لانفرانکو و دومنیکینو که هر دو از شاگردان آنیباله کاراچی بودند، صورت پذیرفت و
نخستین نمازخانه در سمت راست کلیسا در سال ۱۶۷۰ توسط کارلو فونتانا طراحی شد و در آن تندیس‌هایی اثر آنتونیو راجی دیده می‌شود.
در این کلیسا دو تهی‌گور پیوس دوم و پیوس سوم وجود دارد. نخستین پردهٔ اپرای توسکا جاکومو پوچینی در سانت‌آندرئا دلا واله رخ می‌دهد.

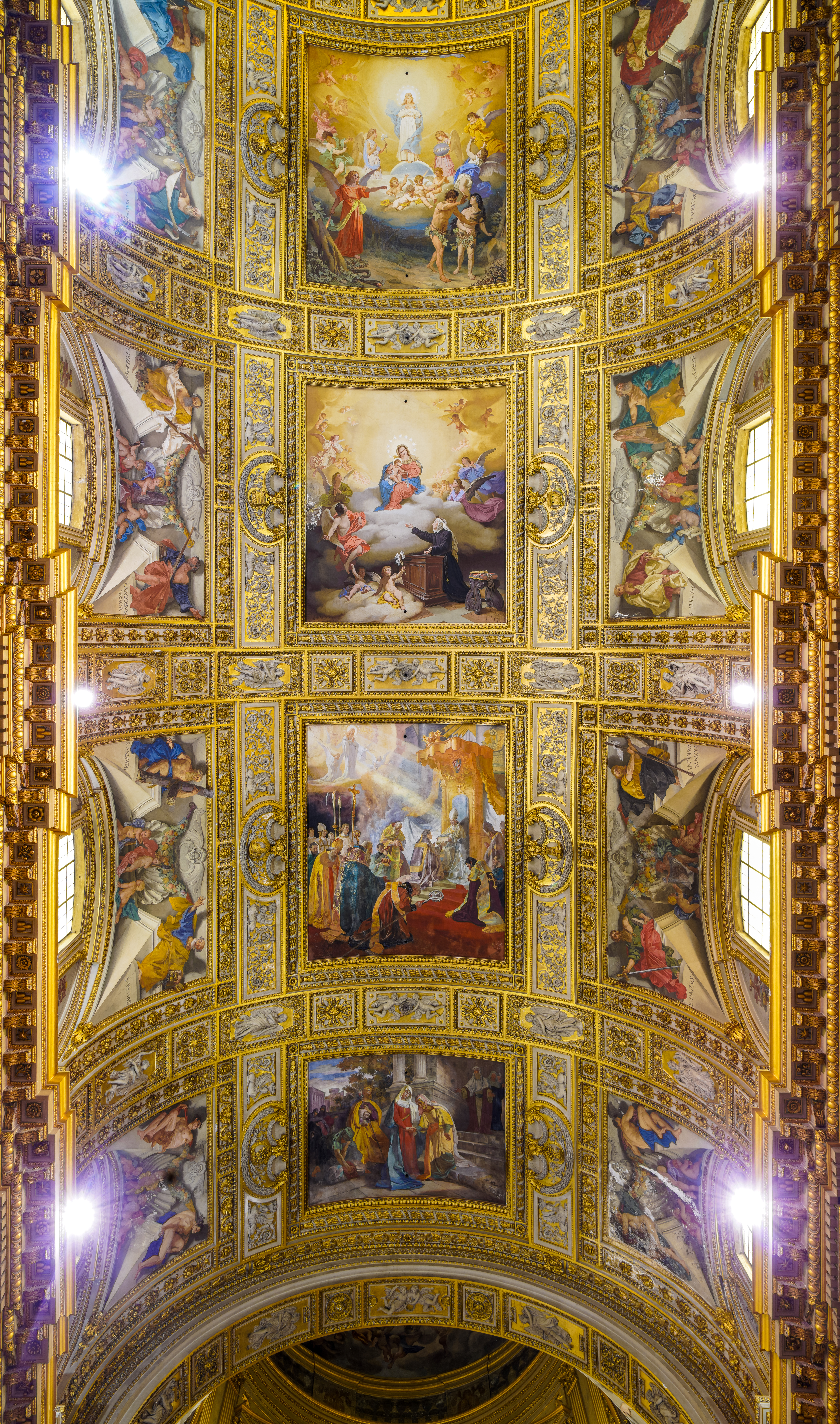
طاق روی راهروی مرکزی کلیسا